# 喬伊菲爾德鎮區 (密歇根州)
喬伊菲爾德鎮區（英語：Joyfield Township）是位於美國密歇根州本西縣的一個行政鎮區。

## 地方資料
喬伊菲爾德鎮區的面積為51.70平方千米，當中陸地面積為51.60平方千米，而水域面積為0.10平方千米。根據2020年美國人口普查的數據，當地共有人口763人，而人口密度為每平方千米14.76人。